# Chaerephon jobimena
Chaerephon jobimena (Goodman & Cardiff, 2004) è un pipistrello della famiglia dei Molossidi endemico del Madagascar.

## Descrizione

### Dimensioni
Pipistrello di piccole dimensioni, con la lunghezza totale tra 107 e 117 mm, la lunghezza dell'avambraccio tra 45 e 48 mm, la lunghezza della coda tra 32 e 51 mm, la lunghezza del piede tra 7 e 9 mm, la lunghezza delle orecchie tra 21 e 24 mm e un peso fino a 16 g.

### Aspetto
La pelliccia è densa e vellutata. Le parti dorsali sono marroni scure con le punte dei peli più chiare, mentre le parti ventrali sono grigio-brunastre chiare con una netta linea di demarcazione sul collo, oltre il quale il colore è simile al dorso. Il muso è Il labbro superiore ha 5-6 pieghe ben distinte e ricoperto di corte setole. Le orecchie sono unite frontalmente da una membrana a forma di V. Il trago è piccolo e nascosto dietro un antitrago grande, semi-circolare e leggermente asimmetrico. Le membrane alari sono nero-brunastre scure. La coda è lunga, tozza e si estende per più della metà oltre l'uropatagio.

## Biologia

### Comportamento
Si rifugia all'interno delle grotte calcaree.

### Alimentazione
Si nutre di insetti.

## Distribuzione e habitat
Questa specie è diffusa nel Madagascar occidentale.
Vive nelle foreste decidue secche e nelle foreste spinose, tra 50 e 870 metri di altitudine.

## Conservazione
La IUCN Red List, considerato il vasto areale sebbene sia rara all'interno di esso e lo stato della popolazione non strettamente correlato con l'estensione e la qualità dell'habitat rappresentato dalle foreste native, classifica C. jobimena come specie a rischio minimo (Least Concern).